# سيسنا 195

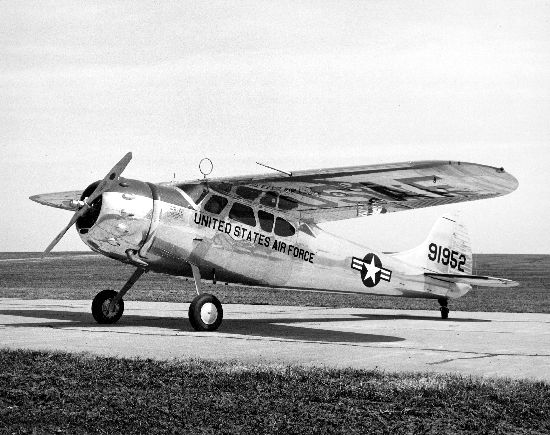
سيسنا أل سي-126 ألف

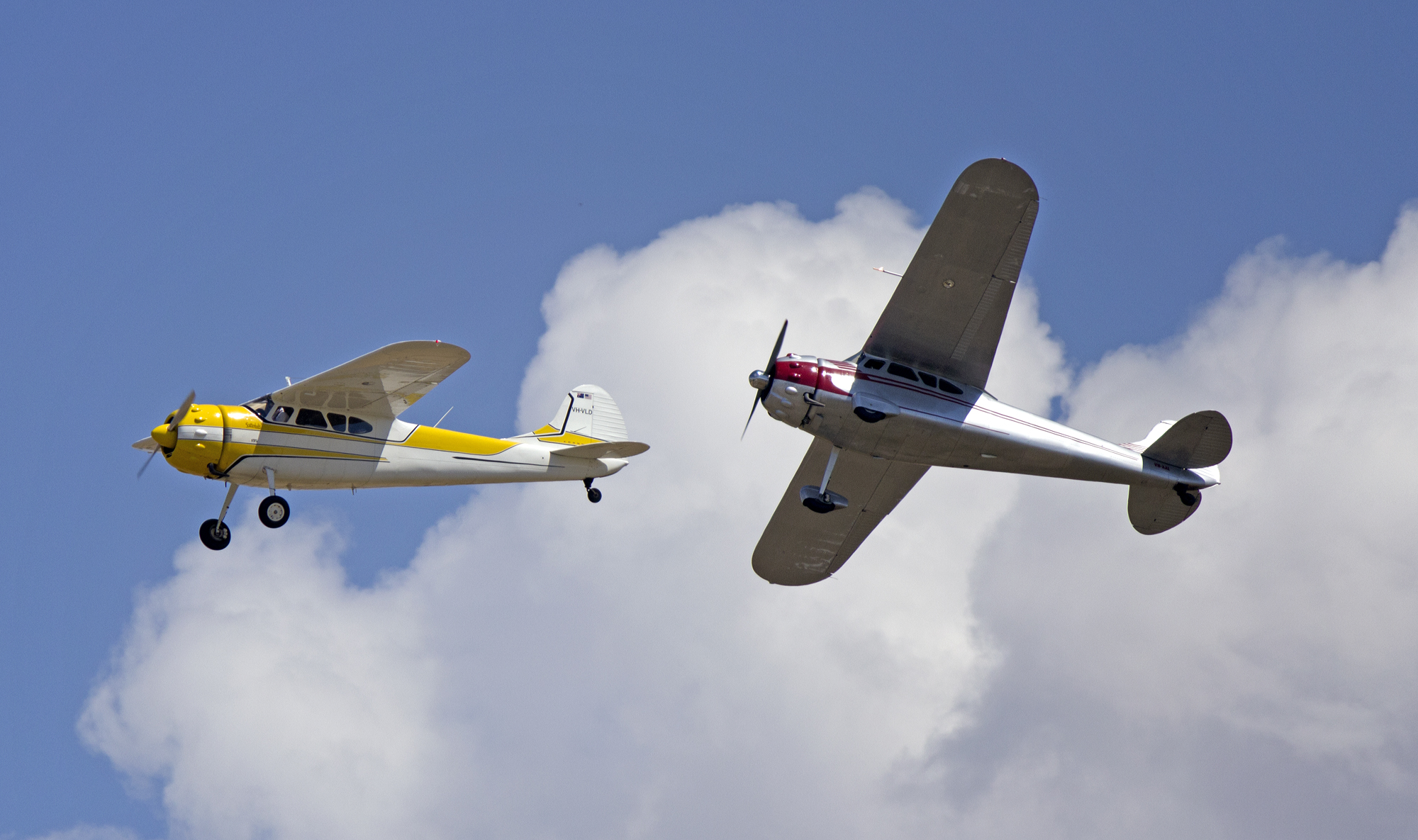
سيسنا 195بي من عام 1953و سيسنا 190 من عام 1948

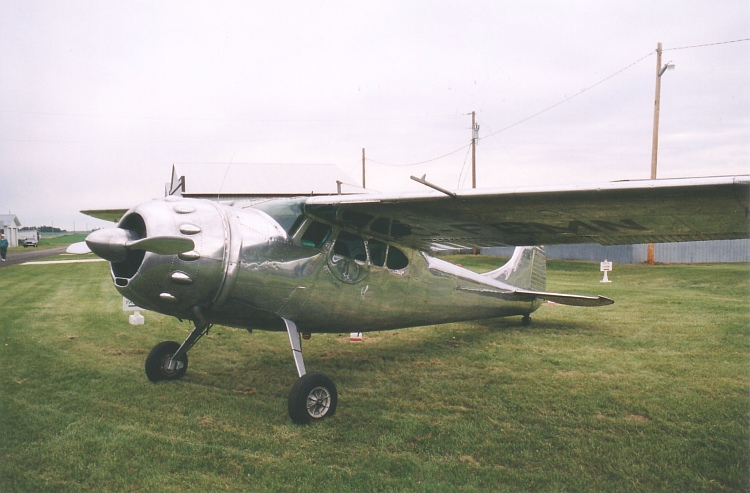
طراز سيسنا 195 من عام 1949 المصنوعة من الألومنيوم المصقول

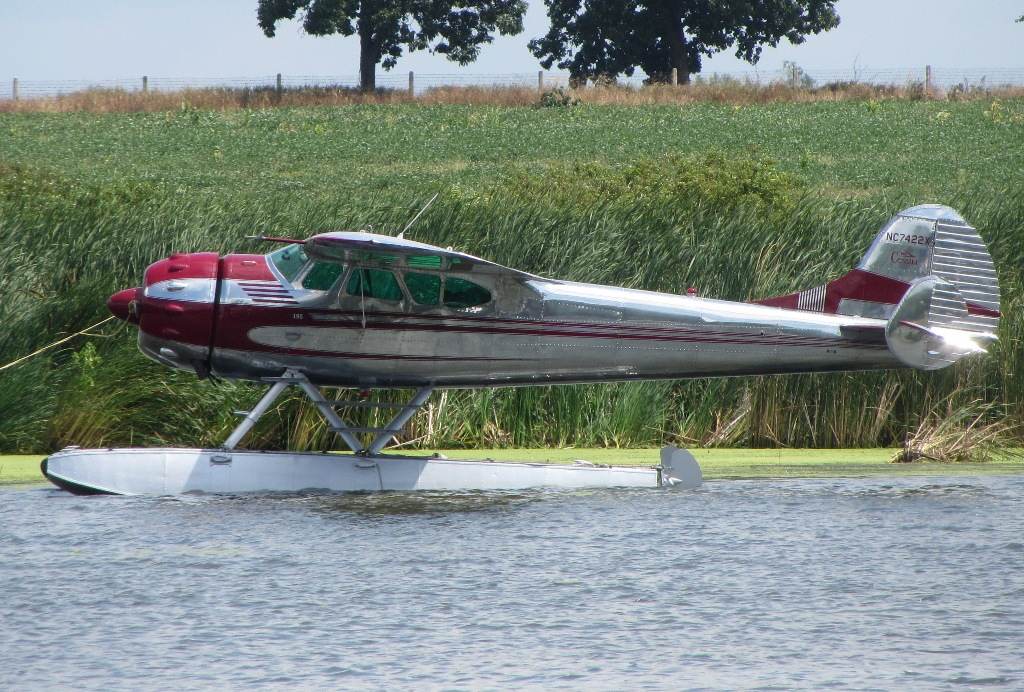
طراز سيسنا 195 مائية

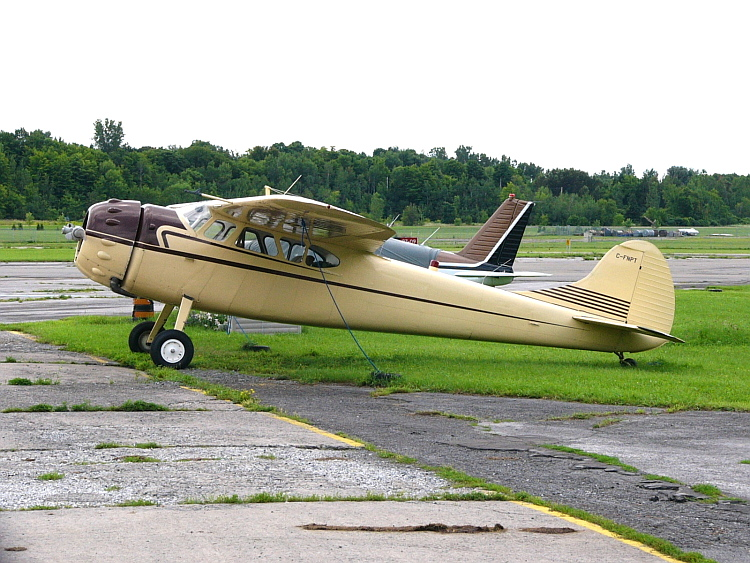
طراز سيسنا 190 من عام 1947

سيسنا 190 و 195 بيزنس لاينر (Businessliner) هي عائلة من الطائرات الخفيفة بمحرك شعاعي واحد، تقليدية الهبوط تستخدم في  الطيران العام التي تم تصنيعها من قبل سيسنا بين 1947 و 1954.
استخدم الطراز 195 من قبل القوات الجوية الأمريكية، والجيش الأمريكي والحرس الوطني للنقل الخفيفبمسمى أل سي-126/يو-20.

## طرازات مختلفة

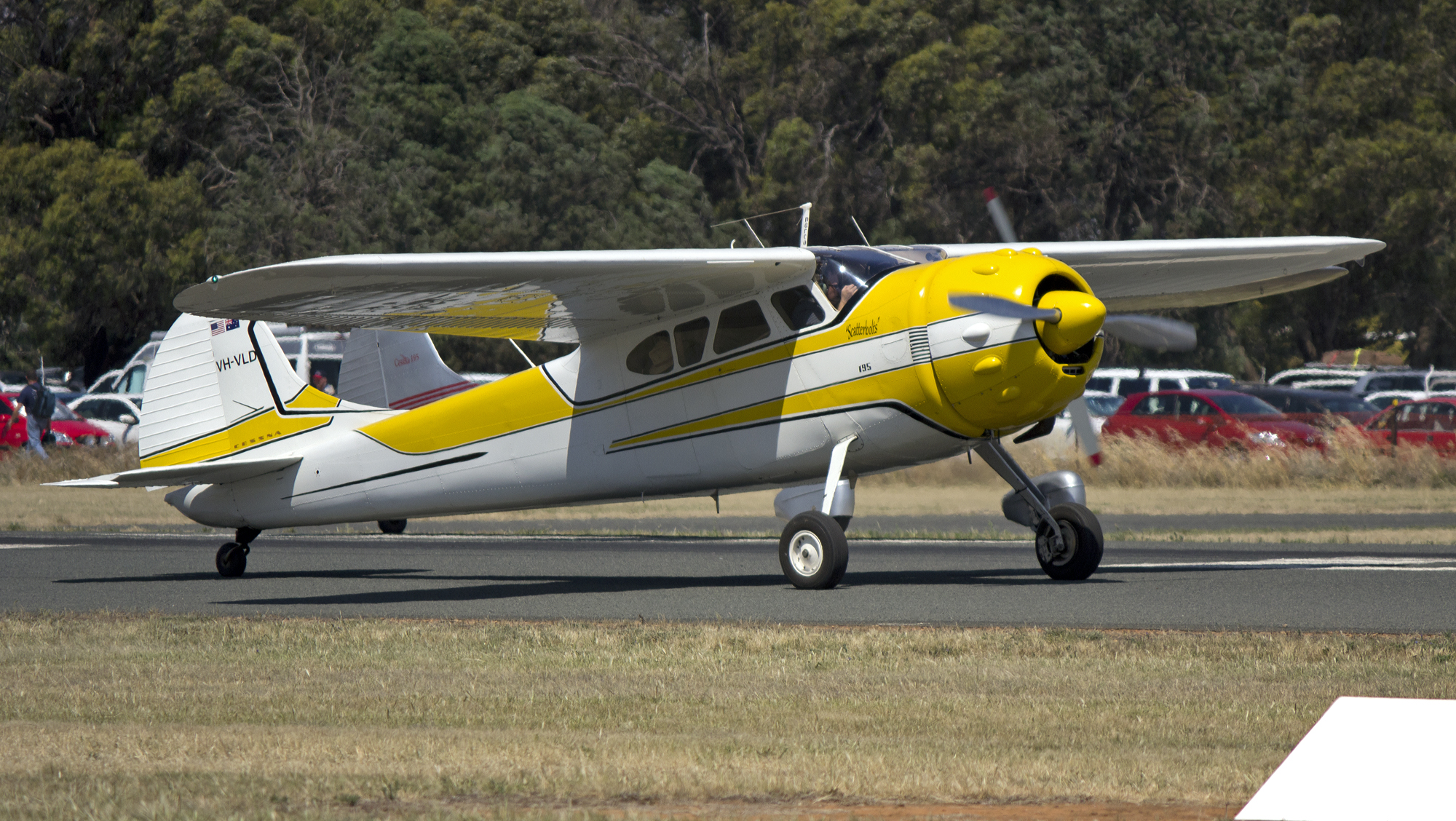
سيسنا 195B من عام 1953

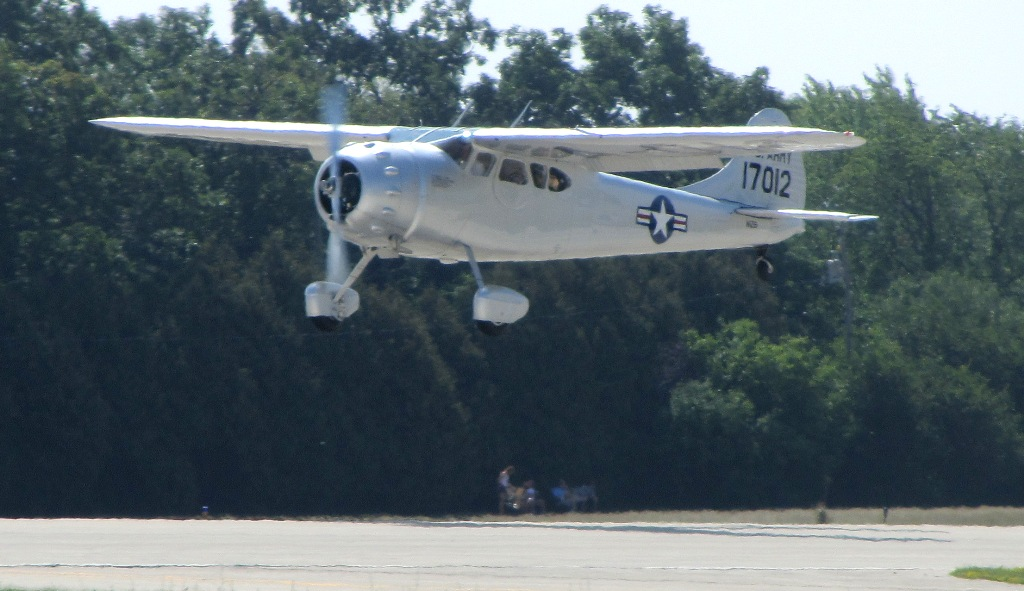
سيسنا LC-126C لحظة الهبوط

الفرق الرئيسي بين 190 و 195 هو المحرك المستخدم.
190
تستخدم المحرك كونتيننتال W670-23 بقوة 240 حصان (180 كيلوواط) واعتمد في 1 تموز / يوليه 1947.
195
تستخدم المحرك جاكوبس R-755-A2 بقوة 300 حصان (225 كيلوواط) وأعتمد في 12 حزيران / يونيه 1947.
195A
تستخدم المحرك  جاكوبس L-4MB (R-755-9) بقدرة 245 حصان (184 كيلوواط) وأعتمد في 6 كانون الثاني / يناير 1950.
195B
تستخدم المحرك جاكوبس R-755B2 بقوة 275 حصان (206 كيلوواط) وأعتمد في 31 آذار / مارس 1952. ومن خصائصه زيادة في المساحة اللوحات بنسبة 50% أكثر من النماذج السابقة.
أل سي-126 ألف
نموذج عسكري بخمسة مقاعد من طائرات الجيش الأمريكي للإتصال. يمكن أن تكون مزودة بالزلاجات أو بالعوامات. بني 15 طائرة.
أل سي-126بي
طائرات مماثلة إلى LC-126 يستخدمه الحرس الوطني. بني خمسة طائرات.
أل سي-126سي
هي طائرة بديلة للـ أل سي--126 بنيت من أجل التدريب والاتصال. بني 63 طائرة.
يو-20بي
إعادة لتصميم لطائرة أل سي-126بي  من قبل القوات الجوية الأمريكية بعد عام 1962.
يو-20سي
إعادة لتصميم لطائرة أل سي-126بي من قبل القوات الجوية الأمريكية بعد عام 1962.

## المشغلون

### الاستخدام المدني
للسيسنا 190 و 195 شعبية بين الأفراد والشركات، كما تم تشغيلها من قبل بعض شركات التشارتر الجوية الصغيرة ويعض شركات التغذية.

### الاستخدام العسكرية
- الحرس الوطني الأميريكي
- جيش الولايات المتحدة
- سلاح الجو في الولايات المتحدة[4]

## المواصفات (سيسنا 195)
البيانات من The Complete Guide to Single Engine Cessna, 3rd Edition<ref name='Christy'>
الخصائص العامة
- طاقم: one
- سعة: four passengers
- طول: 27 قدم 4 بوصة (8.33 م)
- باع الجناح: 36 قدم 2 بوصة (11.02 م)
- ارتفاع: 7 قدم 2 بوصة (2.18 م)
- الوزن فارغة: 2,100 رطل (953 كـغ)
- الوزن الإجمالي: 3,350 رطل (1,520 كـغ)
- سعة الوقود: 75 غالون أمريكي (280 ل؛ 62 غالون إمب)
- محركات: 1 × جاكوبس آر-755 محرك شعاعي, 300 حصان (220 كـو)
- مراوح: 2-ريشة Hamilton Standard constant speed propeller

أداء
- السرعة القصوى: 178 ميل/س (286 كم/س؛ 155 عقدة) [2]
- سرعة العبور: 170 ميل/س (148 عقدة؛ 274 كم/س) at 70% power
- Stall speed: 62 ميل/س (54 عقدة؛ 100 كم/س) power off, flaps 45°
- في سبييدس: 200 ميل/س (174 عقدة؛ 322 كم/س) [2]
- مدى: 800 ميل (695 nmi؛ 1,287 كـم) at 70% power
- سقف الخدمة: 18,300 قدم (5,578 م)
- معدل الصعود: 1,200 قدم/د (6.1 م/ث)
- الحمل على الجناح: 15.36 رطل/قدم2 (75.0 كـغ/م2)